# Oratorio rupestre de Valdecanales
El oratorio rupestre de Valdecanales, también llamado hipogeos de Valdecanales, es un eremitorio o cenobio rupestre de origen visigodo situado en el municipio de Rus de la provincia de Jaén (Andalucía, España); cercano al arroyo del mismo nombre, que desemboca en el río Guadalimar. Próximo, también, al antiguo Camino Real de Toledo a Granada. Su construcción se fecha entre los siglos vi y vii, y se trata del único hipogeo visigótico en el sur de España. Desde antiguo perteneció al término jurisdiccional de la villa de El Mármol y la historia de ambos ha estado íntimamente ligada. Su valor patrimonial fue descubierto por Rafael Vañó Silvestre y por el propietario del terrero, Cesáreo Pérez Díaz, en 1968. 

## Descripción
Situado en el cerro de la Alcobilla, entre Zagahón y Los Escuderos, el conjunto está conformado por tres cuevas excavadas en la roca. La fachada principal, labrada en un talud, presenta una larga arcada ciega con arcos de herradura clásica. Su interior representa una capilla de tres naves con bóvedas de cañón sobre pilastras cuadradas, que tienen una greca en las líneas de arranque de los arcos transversales. Las otras dos cuevas, de menor dimensión, también con bóvedas de cañón y absidiolas, pudieron estar destinadas a baptisterio y refectorio. 

## Conservación
A pesar de haber sido declarado Monumento histórico-artístico el 21 de marzo de 1970, su estado se ve afectado por la erosión de su piedra al no contar con ningún tipo de protección. Este monumento se encuentra sujeto a las inclemencias del tiempo así como a merced de actos vandálicos.